# 鍛治谷功
鍛治谷 功（かじたに いさお、1971年12月27日 - ）は、日本語吹き替え作品の演出家。フリーランス。以前はブロードメディア・スタジオ（旧：ムービーテレビジョン）に所属していた。主に外国語映画、海外ドラマ、海外アニメーションなどを手がけている。「鍛冶谷 功」と誤記されることがある。

## 作品

### 日本語演出

#### ドラマ
- イヴのすべて
- 宇宙船レッド・ドワーフ号※第9・10シリーズ
- ザ・プラクティス ボストン弁護士ファイル
- スーパーストーム
- バフィー 〜恋する十字架〜
- パワーレンジャー※スーパーチャンネル放送分
- パワーレンジャー・ターボ
- 反撃のレスキュー・ミッション
- プライミーバル※NHK版
- プリズン・ブレイク
- モエシャ
- ハーパーズ・アイランド 惨劇の島
- TRANSPARENT
- そして誰もいなくなった
- ペンブルックシャー・マーダー　21年目の真実

#### アニメ
- あぁ、レイモンド!
- アルティメット・スパイダーマン
- アンデルセン・ストーリーズ
- おかしなガムボール
- シープ
- スポンジボブ※シーズン5以降、シーズン5からシーズン7までは岡屋有希と共同
- スヌーピーとチャーリー・ブラウン ヨーロッパの旅
- 超人ハルク
- きかせて!ピンキー ゆかいなお話
- マシューせんせい 〜ゆかいなヒルトップ病院〜※1、8、29話を除く
- ルビー・グルーム
- コアラ・キッド
- おっはよー!アンクル・グランパ
- マオマオ ピュアハートのヒーロー

#### 映画

##### 劇場公開版
- アマチュア
- アントマン&ワスプ
- オール・ユー・ニード・イズ・キル
- ガーディアンズ・オブ・ギャラクシー:リミックス
- ゴジラxコング 新たなる帝国
- 真実
- シンデレラ
- 聖闘士星矢 The Beginning
- SEXテープ
- 007/ノー・タイム・トゥ・ダイ
- ツイスターズ
- バービー
- パシフィック・リム: アップライジング
- ピクセル ※安江誠と共同
- ブラックパンサー
- ボーン・レガシー
- マダム・ウェブ
- マトリックス レザレクションズ
- ミッキー17
- メリー・ポピンズ リターンズ
- メン・イン・ブラック3
- メン・イン・ブラック:インターナショナル
- ローン・レンジャー
- スポンジ・ボブ 海のみんなが世界を救Woo!
- トイ・ストーリー4
- 長ぐつをはいたネコと9つの命
- バッドガイズ
- ミラベルと魔法だらけの家
- 野生の島のロズ

##### ビデオ・DVD版
- アモーレス・ペロス
- おいしい生活
- バタフライ・エフェクト
- パワーレンジャー・ターボ・映画版・誕生!ターボパワー
- プリティ・イン・ピンク 恋人たちの街角
- ブラッドシンプル/ザ・スリラー
- ぼくが天使になった日
- ラッキー・ガール
- ディープ・アンダーカバー
- デイ・アフター 首都水没
- 魔女がいっぱい
- マザーレス・ブルックリン
- ブライトバーン/恐怖の拡散者
- ポリス・ストーリー REBORN
- フォードvsフェラーリ
- あぁ、結婚生活
- 遺体安置室 -死霊のめざめ-
- ヴィクトリア女王 最期の秘密
- ウェイトレス 〜おいしい人生のつくりかた
- ソウル・サーファー
- プロジェクトV
- モータルコンバット
- わたしを離さないで
- フェイブルマンズ
- 復讐捜査線
- フットルース
- フライトナイト/恐怖の夜
- フライトナイト2
- 弾突 DANTOTSU
- ゼア・ウィル・ビー・ブラッド
- セクレタリアト/奇跡のサラブレッド
- セッション
- 戦場にかける橋
- シャークネード5 ワールド・タイフーン
- アンセイン 〜狂気の真実〜
- アンダー・ザ・シルバーレイク

##### テレビ版
- アイ,ロボット
- 悪魔を憐れむ歌
- アポロ13
- ゲット スマート
- ザ・ビーチ
- シャーロック・ホームズ
- タイタンの戦い
- TAXi3
- 007 カジノ・ロワイヤル
- 007 慰めの報酬
- デイ・アフター・トゥモロー
- 友へ チング
- トランスポーター
- トランスポーター2
- ハムナプトラ2/黄金のピラミッド
- ヴァン・ヘルシング
- ホーム・アローン3
- ボーン・スプレマシー
- 乱気流/ファイナル・ミッション
- RONIN
- ワイルド・スピード
- プラダを着た悪魔
- シリアル・ママ

##### オンデマンド配信版
- 史上最悪の学園生活
- フィンチ
- 星の王子 ニューヨークへ行く2
- ピノキオ
- ジェイコブと海の怪物
- スポンジ・ボブ: スポンジ・オン・ザ・ラン

### その他

#### ゲーム
- ヴァルキリープロファイル（音響監督）

#### 日本語版制作担当
- NYPDブルー
- 緊急出動! L.A.Fighters※8話まで
- 王様と私
- 史上最大の作戦※DVD版
- ジュラシック・ボーイ
- タイタニック※フジテレビ版
- チェリー2000
- D.N.A.II
- ナイト・アイズ 愛欲の危険な罠
- 魔性の女 白い肌に秘められた殺意
- マーヴェリック
- ラブアンドロイド・チェリー
- ワイアット・アープ